# Wiłare
Wiłare (bułg. Виларе) – wieś w Bułgarii, w obwodzie Wielkie Tyrnowo, w gminie Wielkie Tyrnowo. Wieś wymarła.